# Aldama kommun, Tamaulipas
Aldama är en kommun i Mexiko.   Den ligger i delstaten Tamaulipas, i den östra delen av landet, 400 km norr om huvudstaden Mexico City.
Följande samhällen finns i Aldama:
- Aldama
- Nuevo Progreso
- Francisco I. Madero
- Higinio Tanguma
- Morón
- El Lucero
- La Muralla
- Palo Santo
- Las Flores
- Francisco Villa
- Cinco de Febrero
- San Esteban
- El Carrizal
- Antonio Villarreal
- La Gloria
- El Carrizo de Opichán
- Guadalupe Victoria
- El Ojite
- La Colmena
- Nuevo Amanecer
- El Barranco
- El Plomo
- Los Ángeles
- Santa Julia